# 卡靈頓 (密蘇里州)
卡靈頓（英語：Carrington）是位於美國密蘇里州卡勒韋縣的非建制地區。

## 歷史
卡靈頓的郵局於1873年設立，其後於1954年停運。

## 地理
卡靈頓所處的海拔為高於海平面269米（即883英呎），而該地所採用的時區為UTC-6，即北美中部時區（CST）。同時該地設有夏令時間，為UTC-6調快一小時，即UTC-5（CDT）。